# Aspire Tower
Der Aspire Tower ist ein Wolkenkratzer mit 300 Meter Höhe in Katar. Der Turm in ar-Rayyan westlich der Hauptstadt Doha wurde für die Asienspiele 2006 erbaut, er hat das Design einer olympischen Fackel. Bis zur Fertigstellung der Lusail Plaza Towers war der Aspire Tower das höchste Gebäude Katars.
Der Wolkenkratzer beherbergt u. a. ein 17-stöckiges Hotel mit Restaurant und Museen. Allerdings werden Teile des Gebäudes gar nicht genutzt, sie wurden nur verglast. Oben gibt es noch eine Aussichtsplattform für Besucher. In der Nacht wechselt der Wolkenkratzer seine Beleuchtung.
Die Beleuchtung erfolgt über LED-Technologie, welche in ein Drahtgewebe eingearbeitet ist. Des Weiteren ist ein LED-Bildschirm in die Drahtgewebehülle des Turmes eingebaut, um Videos, Werbung, Standbilder usw. darstellen zu können.
Am 27. März 2015 war der Aspire Tower Austragungsort der ersten offiziellen Treppenlauf-Weltmeisterschaft.